# Miahuatepec
Miahuatepec är en ort i Mexiko.   Den ligger i kommunen Arcelia och delstaten Guerrero, i den södra delen av landet, 160 km sydväst om huvudstaden Mexico City. Miahuatepec ligger 438 meter över havet och antalet invånare är 327.
Terrängen runt Miahuatepec är kuperad. Runt Miahuatepec är det ganska glesbefolkat, med 34 invånare per kvadratkilometer. Närmaste större samhälle är Arcelia, 9,8 km sydväst om Miahuatepec. Omgivningarna runt Miahuatepec är en mosaik av jordbruksmark och naturlig växtlighet.